# Makokou
Makokou là tỉnh lỵ tỉnh Ogooué-Ivindo, Gabon. Vào năm 2004, dân số thành phố là 16.600 người.

## Khí hậu
Makokou có khí hậu xavan (phân loại khí hậu Köppen As).
| Dữ liệu khí hậu của Makokou             | Dữ liệu khí hậu của Makokou | Dữ liệu khí hậu của Makokou | Dữ liệu khí hậu của Makokou | Dữ liệu khí hậu của Makokou | Dữ liệu khí hậu của Makokou | Dữ liệu khí hậu của Makokou | Dữ liệu khí hậu của Makokou | Dữ liệu khí hậu của Makokou | Dữ liệu khí hậu của Makokou | Dữ liệu khí hậu của Makokou | Dữ liệu khí hậu của Makokou | Dữ liệu khí hậu của Makokou | Dữ liệu khí hậu của Makokou |
| Tháng                                   | 1                           | 2                           | 3                           | 4                           | 5                           | 6                           | 7                           | 8                           | 9                           | 10                          | 11                          | 12                          | Năm                         |
| --------------------------------------- | --------------------------- | --------------------------- | --------------------------- | --------------------------- | --------------------------- | --------------------------- | --------------------------- | --------------------------- | --------------------------- | --------------------------- | --------------------------- | --------------------------- | --------------------------- |
| Cao kỉ lục °C (°F)                      | 34.0 (93.2)                 | 41.5 (106.7)                | 37.0 (98.6)                 | 39.5 (103.1)                | 41.1 (106.0)                | 37.3 (99.1)                 | 32.5 (90.5)                 | 33.0 (91.4)                 | 35.4 (95.7)                 | 37.2 (99.0)                 | 36.0 (96.8)                 | 33.5 (92.3)                 | 41.5 (106.7)                |
| Trung bình ngày tối đa °C (°F)          | 29.2 (84.6)                 | 30.1 (86.2)                 | 30.5 (86.9)                 | 30.5 (86.9)                 | 29.8 (85.6)                 | 27.7 (81.9)                 | 25.8 (78.4)                 | 26.6 (79.9)                 | 28.7 (83.7)                 | 29.2 (84.6)                 | 28.7 (83.7)                 | 27.6 (81.7)                 | 28.7 (83.7)                 |
| Trung bình ngày °C (°F)                 | 24.4 (75.9)                 | 24.9 (76.8)                 | 25.2 (77.4)                 | 25.3 (77.5)                 | 24.8 (76.6)                 | 23.4 (74.1)                 | 22.2 (72.0)                 | 22.5 (72.5)                 | 24.0 (75.2)                 | 24.4 (75.9)                 | 24.1 (75.4)                 | 23.5 (74.3)                 | 24.1 (75.4)                 |
| Tối thiểu trung bình ngày °C (°F)       | 19.5 (67.1)                 | 19.7 (67.5)                 | 19.8 (67.6)                 | 20.0 (68.0)                 | 19.8 (67.6)                 | 19.0 (66.2)                 | 18.6 (65.5)                 | 18.4 (65.1)                 | 19.2 (66.6)                 | 19.5 (67.1)                 | 19.5 (67.1)                 | 19.3 (66.7)                 | 19.4 (66.9)                 |
| Thấp kỉ lục °C (°F)                     | 15.9 (60.6)                 | 15.0 (59.0)                 | 16.3 (61.3)                 | 16.6 (61.9)                 | 16.8 (62.2)                 | 14.2 (57.6)                 | 11.5 (52.7)                 | 13.0 (55.4)                 | 13.5 (56.3)                 | 15.0 (59.0)                 | 17.0 (62.6)                 | 15.2 (59.4)                 | 11.5 (52.7)                 |
| Lượng Giáng thủy trung bình mm (inches) | 88.1 (3.47)                 | 106.9 (4.21)                | 190.0 (7.48)                | 206.7 (8.14)                | 187.7 (7.39)                | 54.1 (2.13)                 | 9.0 (0.35)                  | 29.3 (1.15)                 | 142.9 (5.63)                | 297.3 (11.70)               | 225.7 (8.89)                | 103.3 (4.07)                | 1.641 (64.61)               |
| Số ngày giáng thủy trung bình           | 7.3                         | 8.9                         | 13.7                        | 14.7                        | 15.4                        | 6.5                         | 2.6                         | 3.6                         | 11.2                        | 20.9                        | 17.9                        | 8.8                         | 131.5                       |
| Độ ẩm tương đối trung bình (%)          | 82                          | 79                          | 79                          | 79                          | 80                          | 83                          | 85                          | 83                          | 80                          | 80                          | 81                          | 83                          | 81                          |
| Số giờ nắng trung bình tháng            | 131.6                       | 137.4                       | 158.2                       | 160.5                       | 150.4                       | 101.5                       | 60.9                        | 58.1                        | 95.5                        | 134.1                       | 132.3                       | 122.8                       | 1.443,3                     |
| Nguồn 1: NOAA                           |                             |                             |                             |                             |                             |                             |                             |                             |                             |                             |                             |                             |                             |
| Nguồn 2: Meteo Climat                   |                             |                             |                             |                             |                             |                             |                             |                             |                             |                             |                             |                             |                             |

## Người nổi tiếng
- Emmanuel Issoze-Ngonde – chính trị gia